# دا
كلمة دا باللغة الكردية و تعني أُم، وهي عنوان كتاب للسيدة زهراء الحسيني، تذكر فيه ذكريات الحرب بين العراق وإيران و مقاومة الأُمهات خلال الحرب التي استمرت ثمان سنوات. تمّ نشر هذا الكتاب، لأول مرة من قبل دار نشر سوره مهر باللغة الفارسية في عام 2008 و كان أكثر الكتب مبيعاً في معرض طهران الدولي للكتاب في عام 2009 وحاز الكتاب دا على جائزة جلال آل أحمد الأدبية لعام 2014. لقد تمّ ترجمة الكتاب من الفارسية إلى الإنجليزية و الأُردية و التركية والإسبانية.

## نبذة عن المؤلفة
زهراء الحسيني هي إمراة إيرانية كردية، ولدت في العراق عام 1963. فأتى والدها إلى إيران و عاش في خرمشهر، تركت الدراسة وهي في الصف الخامس. لمّا بدأت الحرب، كانت فتاة تبلغ سبعة عشرة سنة، فقامت بالمساعدة في مختلف الأدوار كالمشاركة في التدفين والتغسيل الشهداء، فاستشهد أبيها وشقيقها في الحرب.

## موضوع الكتاب
يرتكز موضوع الكتاب حول ذكريات حياة المؤلفة زهراء الحسيني، عندما حاصرت القوات العراقية مدينة خرمشهر و يتكون الكتاب من ثلاثة أجزاء: الجزء الأول مرحلة طفولتها في العراق و هجرة عائلتها إلى إيران نتيجةً لضغوط النظام البعثي. الجزء الثاني، تفاصيل نشاطاتها في تمريض الجرحى وإعداد جثث الشهداء لدفنها وخدماتها في إيصال المساعدات إلى الخطوط الأمامية ومشاركتها في المعارك خلال الحرب. الجزء الأخير، تفاصيل حياتها الشخصية وزواجها.

## هدف الكتاب
قالت السيدة زهراء الحسيني في حوار مع مجلة تايم: أن الهدف من تأليف الكتاب، هو الهجمة الشرسة والدعايات السلبية التي قام بها الأعداء ضد حكومة الجمهوريةالإسلامية و أضافت أن الولايات المتحدة لما فرضت الحرب بين العراق وإيران و شاهدت عدم نجاحها في تضعيف النظام، بدأت بالحرب الناعمة والسبب الرئيسي لتأليف كتاب دا، الوقوف ضد تلك الحرب .

## طالع ايضاً
- هؤلاء الثلاثة و عشرون
- محمد جهان آرا